# Sinaphodius oharai
Sinaphodius oharai är en skalbaggsart som beskrevs av Teruo Ochi och Masahiro Kon 2008. Sinaphodius oharai ingår i släktet Sinaphodius och familjen Aphodiidae. Inga underarter finns listade i Catalogue of Life.